# Indicatifs régionaux 339 et 781

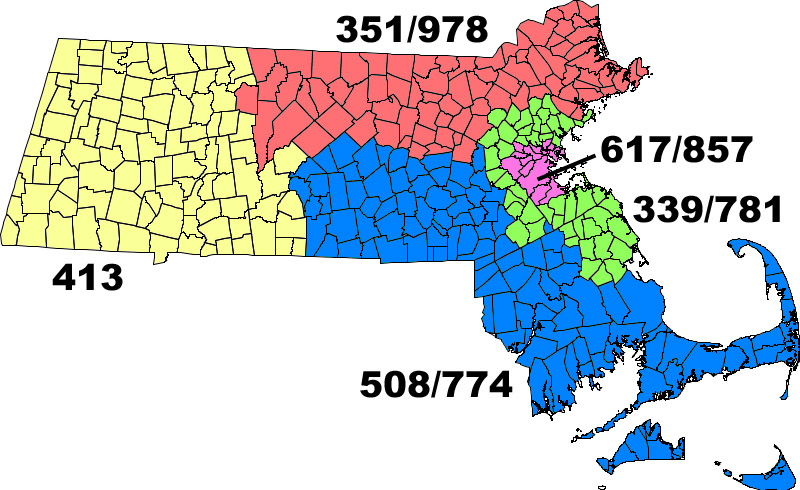
Carte de l'État du Massachusetts avec les territoires de ses indicatifs régionaux. Les indicatifs régionaux 339 et 781 sont en vert.

Les indicatifs régionaux 339 et 781 sont des indicatifs téléphoniques régionaux de l'État du Massachusetts aux États-Unis. Ces indicatifs couvrent un territoire situé à l'est de l'État.
La carte ci-contre indique en vert le territoire couvert par les indicatifs 339 et 781.
Les indicatifs régionaux 339 et 781 font partie du Plan de numérotation nord-américain.

## Principales villes desservies par les indicatifs
- Abington
- Arlington
- Bedford
- Braintree
- Burlington
- Canton
- Cohasset
- Dedham
- Duxbury
- Halifax
- Hanover
- Hanson
- Hingham
- Holbrook
- Hull
- Kingston
- Lexington
- Lincoln
- Lynn
- Lynnfield
- Malden
- Marblehead
- Marshfield
- Medford
- Melrose
- Nahant
- Needham
- Norwell
- Norwood
- Pembroke
- Plympton
- Randolph
- Reading
- Revere
- Rockland
- Saugus
- Scituate
- Sharon
- Stoneham
- Stoughton
- Swampscott
- Wakefield
- Waltham
- Wellesley
- Weston
- Westwood
- Weymouth
- Whitman
- Winchester
- Woburn

## Comtés desservis par les indicatifs
- Essex
- Middlesex
- Norfolk
- Plymouth
- Suffolk

## Villes et centres de commutation associés
(781)-NXX
- Arlington (incluant une partie de Medford) :  316, 443, 483, 488, 574, 583, 641, 643, 645, 646, 648, 777, 819, 844, 859
- Braintree :  228, 267, 303, 348, 353, 356, 380, 394, 428, 519, 535, 602, 654, 664, 794, 796, 817, 843, 848, 849, 884, 917, 926, 930, 952, 964
- Burlington :  202, 203, 221, 229, 238, 262, 265, 270, 272, 273, 313, 328, 345, 359, 362, 365, 387, 418, 425, 442, 494, 505, 552, 564, 565, 601, 653, 685, 730, 743, 744, 750, 757, 791, 825, 852, 892, 896, 993, 998
- Canton :  232, 298, 302, 332, 363, 364, 401, 415, 562, 571, 575, 615, 633, 713, 737, 739, 746, 770, 774, 821, 828, 830, 989
- Cohasset : 210, 236, 383, 527, 923
- Dedham (incluant une partie de Westwood) :  223, 251, 320, 326, 329, 355, 366, 375, 381, 407, 410, 441, 459, 461, 467, 471, 492, 493, 613, 636, 686, 690, 708, 742, 751, 752, 801, 915
- Hingham :  374, 385, 556, 630, 706, 735, 740, 741, 749, 783, 804, 836, 875, 903, 908, 919
- Hull : 214, 242, 773, 925
- Lexington (incluant Bedford) :  226, 230, 240, 266, 271, 274, 275, 276, 280, 301, 323, 325, 354, 357, 372, 377, 382, 402, 430, 456, 457, 458, 482, 515, 532, 533, 538, 541, 553, 597, 652, 669, 671, 674, 676, 687, 698, 734, 748, 761, 766, 778, 841, 845, 860, 861, 862, 863, 869, 879, 918, 945, 958, 981, 999
- Lincoln : 259
- Lynn :  215, 244, 248, 254, 268, 309, 346, 477, 479, 581, 584, 586, 592, 593, 594, 595, 596, 598, 599, 632, 691, 710, 715, 718, 731, 771, 780, 842, 910, 913
- Malden :  288, 321, 322, 324, 333, 338, 388, 397, 399, 420, 480, 502, 605, 627, 661, 667, 851, 870, 873, 905, 912
- Medford :  219, 306, 350, 391, 393, 395, 396, 475, 498, 518, 526, 539, 628, 655, 658, 723, 827, 866, 874, 957, 960
- Melrose :  432, 462, 517, 590, 606, 620, 662, 665, 712, 720, 979
- Needham :  247, 292, 343, 400, 429, 433, 444, 449, 453, 455, 465, 474, 495, 514, 540, 559, 644, 657, 707, 719, 726, 727, 898, 965, 972
- Norwood (incluant une partie de Westwood) :  255, 369, 278, 349, 352, 414, 440, 501, 551, 603, 619, 634, 680, 688, 702, 725, 762, 769, 856, 881, 929, 948, 949, 956
- Randolph (incluant Holbrook) :  300, 308, 390, 437, 473, 506, 510, 607, 767, 785, 815, 824, 885, 888, 961, 963, 986
- Reading :  205, 282, 315, 439, 509, 649, 670, 673, 677, 758, 764, 765, 779, 872, 909, 942, 944
- Revere :  241, 284, 286, 289, 426, 485, 549, 560, 629, 656, 808, 823, 853, 858, 922, 951, 953,
- Stoneham :  279, 435, 438, 454, 481, 507, 568, 572, 799, 832, 835, 850, 954, 984
- Wakefield :  213, 224, 245, 246, 258, 295, 360, 451, 486, 548, 557, 567, 587, 621, 683, 716, 876, 914, 928, 968
- Waltham (incluant une partie de Weston) :  207, 208, 209, 212, 216, 249, 250, 256, 290, 296, 299, 314, 317, 330, 370, 373, 386, 392, 398, 409, 419, 434, 464, 466, 472, 478, 487, 513, 516, 522, 529, 530, 543, 547, 577, 609, 612, 614, 622, 642, 647, 663, 668, 672, 678, 684, 693, 697, 699, 736, 768, 775, 786, 788, 790, 795, 810, 833, 839, 864, 890, 891, 893, 894, 895, 899, 902, 906, 907, 916, 966, 996
- Wellesley (incluant une partie de Weston) :  235, 237, 239, 263, 283, 304, 371, 416, 431, 446, 489, 591, 694, 705, 772, 943, 992, 997
- Weymouth :  277, 331, 335, 337, 340, 413, 534, 624, 626, 637, 682, 724, 789, 803, 812, 901, 927, 974, 985
- Winchester :  218, 358, 368, 369, 389, 570, 589, 604, 625, 717, 721, 722, 729, 756, 760, 838, 971, 977, 983
- Woburn :  281, 287, 305, 367, 376, 404, 405, 460, 491, 496, 497, 503, 504, 528, 537, 569, 608, 638, 640, 696, 704, 759, 782, 787, 865, 883, 897, 904, 932, 933, 935, 937, 938, 939, 962, 670, 994, 995

(339)-NXX
- Arlington : 368, 707
- Braintree : 235
- Bryantville : 244, 933
- Burlington : 234
- Cambridge : 550, 940, 976
- Canton : 237, 502
- Cohasset : 337
- Dedham : 204
- Hingham : 200, 236
- Kingston : 309, 832
- Lexington : 223, 970
- Lowell : 920
- Lynn : 440, 883
- Malden : 224
- Marshfield : 793
- Medford :221, 545, 674
- Melrose : 293
- Needham : 225
- Norwell : 613
- Norwood : 206
- Randolph : 987
- Revere : 226, 532
- Rockland : 469, 788
- Saugus : 600
- Scituate : 526
- Sharon : 230, 364
- Wakefield : 203, 219
- Waltham : 222, 814
- Wellesley : 686
- Weymouth : 355, 499
- Woburn : 227, 298, 645, 927

## Source
- (en) Cet article est partiellement ou en totalité issu de l’article de Wikipédia en anglais intitulé « Area codes 781 and 339 » (voir la liste des auteurs).